# La Mesías
La Mesías (La Messie en espagnol) est une série télévisée dramatique espagnole de télévision payante en 7 épisodes de 60 à 77 minutes, écrite et réalisée par Javier Ambrossi et Javier Calvo pour Movistar Plus+. Elle est sortie en avant-première au Festival international du film de Saint-Sébastien le 28 septembre 2023 puis sur Movistar Plus+ le 11 octobre 2023. En France, la série est présentée le 19 mars 2024 à Séries Mania puis elle est diffusée sur Arte.

## Synopsis
Alors qu'il travaille comme technicien sur le tournage d'un film sur Notre-Dame de Montserrat au sein de la chaîne de montagne éponyme et près d'un site d'observation d'ovnis, Enric Baró découvre le succès sur internet de vidéos religieuses réalisées par les sœurs du groupe Stella Maris. Ces images semblent le perturber, tandis que lui reviennent des souvenirs de son enfance auprès de sa petite sœur Irene et de leur mère instable et irresponsable, Montserrat. Il tente de reprendre contact avec Irene, en vain. Celle-ci a souhaité tirer un trait sur leur passé, mais elle aussi est rattrapée par les vidéos virales.

### Personnages

#### Montserrat Puig Barò
Elle est la matriarche de la famille Puig Barò et le personnage central de l'intrigue. Montserrat est représentée à trois étapes de sa vie : jeune femme (entre 25 et 35 ans, interprétée par Ana Rujas), femme mûre (la quarantaine, Lola Dueñas) et femme âgée (62 ans, Carmen Machi). On apprend qu'elle s'est mariée à Albert Sellarés à l'âge de 17 ans. Elle a deux enfants de cette première union : Enric et Irene. Elle épouse ensuite Pep Puig Barò avec lequel elle a six filles : Aina, Cecilia, Julia, Neus, Beth, Nora. Peu de temps après la naissance de sa dernière fille, elle entend la voix de Dieu et converse avec Lui, devenant ainsi une messie pour la famille et une petite communauté se formant autour d'eux.

#### Enric/Isaías Puig Barò
Fils ainé de Montserrat, il apparaît également à trois âges : enfant (environ 10 ans), adolescent (vers 19 ans) et adulte (environ 35 ans). Enric est âgé d'une dizaine d'années lorsque leur mère les enlève et que la famille se reclut. Il vit alors avec sa petite sœur Irene et leurs six demi-sœurs cadettes avant de fuir le domicile à 19 ans en 1997. En 2012, il tombe sur les vidéos virales que ses demi-sœurs, ayant formé le groupe Stella Maris, publient sur YouTube. Il décide alors de renouer avec Irene et d'aller chercher les filles restées enfermées avec leurs parents.

#### Irene/Resurrectiòn Puig Barò
Fille ainée de Montserrat et sœur cadette d'Enric, Irene est elle aussi représentée enfant, adolescente et à l'âge adulte. Elle est réservée et silencieuse. Elle aide ses sœurs.

#### Pep/Puig Pelfort
Second conjoint de Montserrat, beau-père d'Enric et Irene, Pep est le père d'Aina, Cecilia, Julia, Neus, Beth et Nora. C'est un homme qui apparaît plutôt âgé. Très religieux et conservateur, il enferme Montserrat et ses enfants et est le seul membre de la famille à pouvoir sortir de la maison et côtoyer le monde extérieur.

#### Aina Puig Baró
Aina est l'ainée des filles de Montserrat et Pep, petite sœur de Enric et Irene. Lorsque ses deux aînés quittent le domicile, elle prend en charge ses cinq cadettes. Elle commence elle-même, une fois adulte, à converser avec Dieu.  

#### Cecilia Puig Baró
Cecilia est l'une des filles de Montserrat et Pep. Elle s'intéresse très vite au chant. Aux alentours de Noël 2012, elle quitte le domicile familial et s'installe avec sa sœur ainée Irene.

#### María Rosa Puig Pelfort
Maria Rosa est la sœur de Pep. Elle fait partie de l'Opus Dei et vient aider la famille après le dernier accouchement de Montserrat. En 1997, alors qu'elle s'oppose à Montserrat, elle est chassée du domicile par Pep. Elle quitte par la même occasion l'Opus Dei. Elle vit avec sa compagne et a accueilli et aidé Enric puis Irene lorsqu'ils ont fuit leur famille. 

#### Laia Baró
Sœur de Montserrat, elle tente d'élever Enric et Irene lorsque leur mère disparaît pendant quelque temps. Quand Montserrat emmène les enfants fin 1986, elle dépose une plainte et tente en vain de les retrouver, avec l'aide de leur père biologique.

#### Ricardo
Mari de Irene, il n'est pas au courant que celle-ci a vécu recluse durant son enfance.

#### Nora Puig-Barò
Dernière née de la famille, elle est âgée de 16 ans lorsque débute la narration.

## Production

### Développement
Après le succès de leurs séries Paquita Salas, La Veneno et Cardo, Javier Ambrossi et Javier Calvo proposent la série La Mesías produite par Suma Content pour la chaîne payante Movistar Plus+, après un an et demi de documentation, d'enquête et d'écriture.
Les créateurs voulaient d'abord faire quelque chose de comparable aux film Virgin Suicides et Mustang, ainsi qu'à la pièce de théâtre de Federico García Lorca La Maison de Bernarda Alba, en s'inspirant aussi de l'Église chrétienne palmarienne des Carmélites de la Sainte-Face. Ils disent s'être inspirés de faits divers comme l'histoire du groupe The Shaggs ou la famille Angulo, sur laquelle Crystal Moselle a réalisé le documentaire The Wolfpack. Ils ont aussi été influencés par l'affaire Turpin et celle qui a inspiré le documentaire Wild Wild Country, ainsi que de plusieurs œuvres de fiction telles que la série The Leftovers, les films de Víctor Erice, Alice Rohrwacher et Lucrecia Martel ou encore le film Donnie Darko. Des critiques espagnols ont relevé des ressemblances avec le film américain Mysterious Skin.
Les créateurs nient s'être inspirés de Flos Mariae, un groupe de musique religieuse composé de sept sœurs, actif entre 2013 et 2021 et dont les vidéos étaient devenues virales sur internet. Mais des journalistes ont relevé plusieurs similitudes, ainsi qu'une dédicace dans le générique de la série aux initiales des frères et sœurs qui se sont éloignés du groupe et ont dénoncé les mauvais traitements dans leur enfance.

### Attribution des rôles
La distribution complète est annoncée en décembre 2022.
Roger Casamajor, découvert dans le film El mar d'Agustí Villaronga, joue le rôle d'Enric adulte, et Macarena García interprète sa jeune sœur Irene adulte. Le personnage de leur mère est joué par les trois actrices Ana Rujas, Lola Dueñas et Carmen Machi. Le rôle de Pep revient à l'auteur-compositeur-interprète catalan Albert Pla, et Cecilia Roth obtient le rôle d'Alicia, la passionnée d'ovnis, tandis que la chanteuse pop Amaia Romero débute en tant qu'actrice comme l'une des filles Puig Baró.

### Tournage
La série a été tournée dans des communes de la province de Catalogne : Maresme, Berguedà et Osona, et Garraf, ainsi qu'à Gérone dont on voit la cathédrale.
Les réalisateurs ont eu recours à Controlnet, un outil d'intelligence artificielle, pour une scène d'hallucination provoquée par la kétamine.

### Musique
La bande originale est composée par le chanteur Raül Refree. Les chansons du groupe Stella Maris sont composées par le groupe catalan Hidrogenesse.

### Fiche technique
- Titre : La Mesías
- Scénario : Javier Ambrossi et Javier Calvo
- Réalisation : Javier Ambrossi et Javier Calvo
- Photographie : Gris Jordana
- Montage : Alberto Gutiérrez
- Production : Suma Content
- Distribution : Movistar Plus+
- Langues : castillan, catalan

### Distribution
- Roger Casamajor : Enric
- Macarena García : Irene
- Ana Rujas : Montserrat Baró jeune
- Lola Dueñas : Montserrat Baró adulte
- Carmen Machi : Montserrat Baró âgée
- Amaia : Cecilia Puig Baró adulte
- Albert Pla : Pep Puig Pelfort
- Bruno Núñez : Enric à dix ans
- Carla Moral : Irene petite fille
- Biel Rossell Pelfort : Enric adolescent
- Irene Balmes : Irene adolescente
- Javier Beltrán : Ricardo
- Cristina Ruedag : Aina Puig Baró adulte
- Nacho Vigalondo : Bertín Monsalve
- Vicenta Ndongo : Claudia Albéniz
- Carla Linares: Greta
- Lluc Jornet Ainete : Xavi
- Eric Balbàs : Alfonso
- Betsy Túrnez : Laia Baró
- Rossy de Palma : Laia Baró âgée
- Carla Díaz : Lara
- Cecilia Roth : Alicia
- Nora Navas : Vicky
- Gracia Olayo : María Rosa Puig Pelfort
- Aixa Villagrán : María Rosa Puig Pelfort jeune
- Lola Majoral : Evarista
- Boré Buika : le beau-frère de Ricardo
- Laia Marull : Belén
- Daniela Santiago : une membre de Wonderland
- Carla Díaz : Lara
- Ulises Gimeno : un amant de Montserrat

## Épisodes
1. Montserrat
2. Résurrection
3. Chantons sous la pluie
4. Instructions divines pour sauver le monde
5. Une femme vêtue de soleil
6. Le visage de ma mère
7. Le pays des merveilles

## Récompenses
- Prix José María Forqué 2024 : prix de la meilleure série, prix de la meilleure interprétation féminine pour Lola Dueñas et prix de la meilleure interprétation masculine pour Roger Casamajor[19].
- 11e cérémonie des prix Feroz (2024) : la série remporte six prix : meilleure série dramatique, meilleur scénario pour une série et les quatre prix d'interprétation dans une série[20],[21].
- Prix Platino 2024 : Meilleure actrice dans une mini-série ou une télé-série pour Lola Dueñas et meilleure actrice dans un second rôle dans une mini-série ou une télé-série pour Carmen Machi.

## Réception critique
La série rencontre un excellent succès critique, et est créditée en France d'une note moyenne de 4,2/5 sur Allociné, considérée par plusieurs titres comme la meilleure série de l'année 2024. 
Pour Le Soir, « Les deux réalisateurs espagnols « Los Javis » signent avec « La mesiàs » une fresque extraordinaire et bouleversante, où deux frère et sœur se confrontent au traumatisme de leur enfance sous emprise religieuse ».
Pour Télérama, « Le duo espagnol Javier Ambrossi-Javier Calvo signe une minisérie pop et onirique à l’audace hors norme ».
Pour Les Inrockuptibles, « À la fois mystique et réaliste, grave et pop, la création de Javier Ambrossi et Javier Calvo impressionne en racontant l’histoire d’une famille toxique à travers plusieurs décennies. […] Il faut du temps pour accueillir la portée de La Mesías, mais le voyage en vaut terriblement le coup ».
Pour Les Échos, « Abordant des thèmes aussi percutants tels que les traumatismes, le patriarcat, la religion, « La Mesías » (la messie en français) dresse un tableau sans concession des dérives possibles liées au fanatisme et à l'abus. […] Un thriller dont on ne sort pas indemne ».